# Vladimir Sjatalov

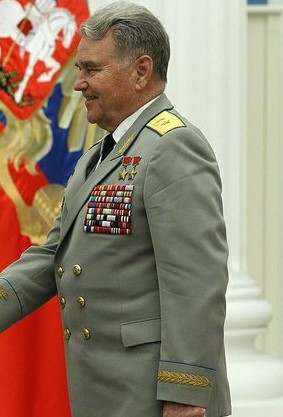
Vladimir Sjatalov

Vladimir Aleksandrovitsj Sjatalov (Russisch: Владимир Александрович Шаталов) (Petropavlovsk, 8 december 1927 – Moskou, 15 juni 2021) was een Russische kosmonaut.
Hij studeerde als piloot aan de Kachinsk Militaire Pilotenschool in 1949. Hij werd geselecteerd als kosmonaut op 8 januari 1963. Hij verbleef, met de Sojoez 4 en de Sojoez 8 in 1969 en de Sojoez 10 in 1971, in totaal 9 dagen 21 uur en 55 minuten in de ruimte. Vervolgens werd hij directeur van het Gagarin Kosmonauten trainingscentrum. In 2005 ging hij met pensioen.
Sjatalov overleed op 94-jarige leeftijd.